# Kopervik
Kopervik ist eine Stadt in der norwegischen Kommune Karmøy in der Provinz (Fylke) Rogaland. Der Ort stellt das Verwaltungszentrum von Karmøy dar und hat 11.860 Einwohner (Stand: 1. Januar 2024).

## Geografie
Kopervik ist ein sogenannter Tettsted, also eine Ansiedlung, die für statistische Zwecke als eine städtische Siedlung gewertet wird. Er ist der größte Tettsted von Karmøy. Das Stadtzentrum liegt an der Ostküste der Insel Karmøy an der Meerenge Karmsundet. Es liegt an der Bucht Eidsvågen, die sich von Osten kommend in die Insel einschneidet. Der Tettsted reicht von der Ostküste allerdings bis auf die andere Inselseite. Dort schneidet sich der Fjord Veavågen von Nordwesten in die Insel ein. Die beiden Fjorde Veavågen und Eidsvågen trennen zusammen die Insel fast komplett. An der der Ostküste gegenüberliegenden Seite der Meerenge Karmsundet liegt die Insel Fosen.

## Geschichte

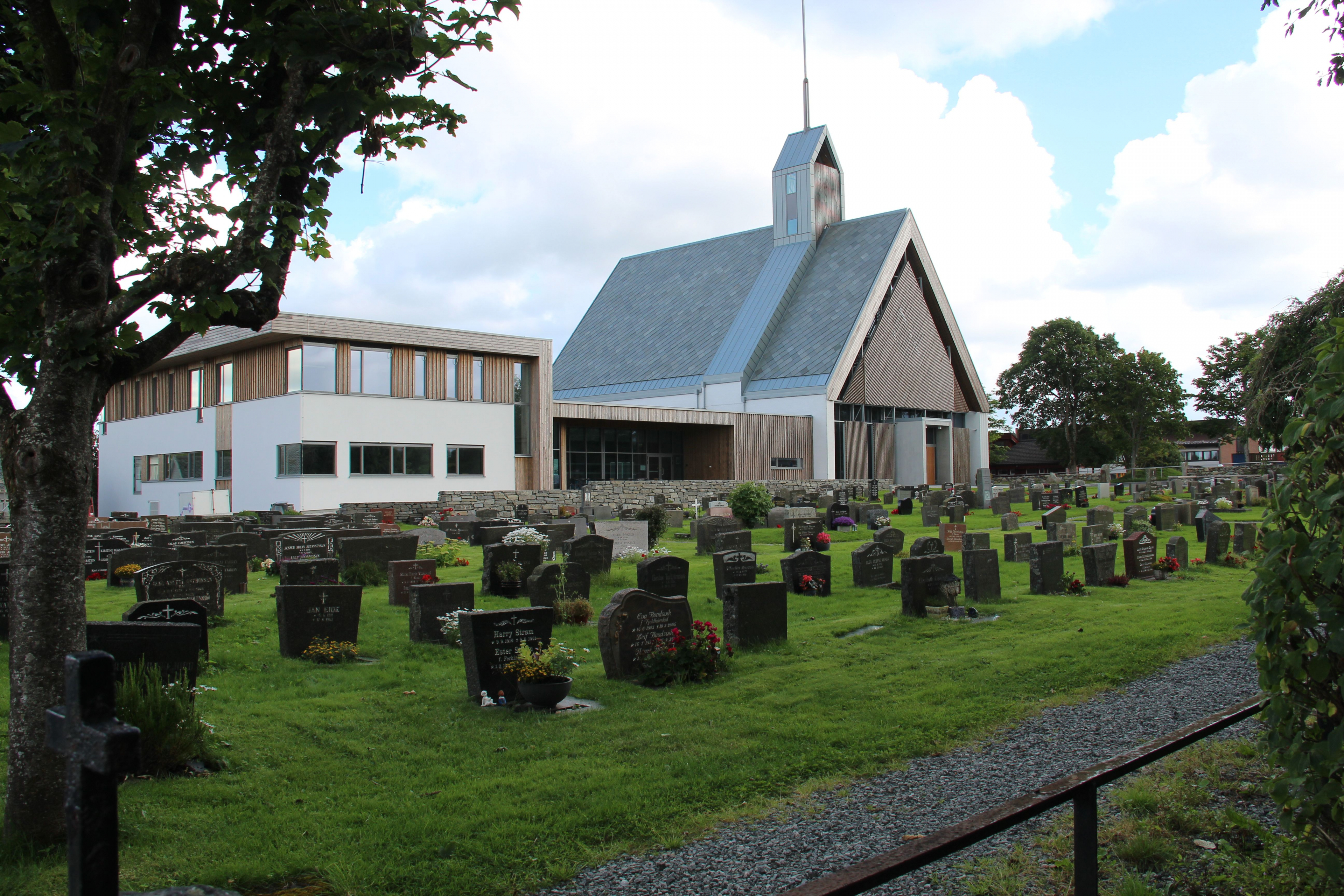
Neue Kirche von Kopervik

Durch die Lage an der Bucht ergaben sich gute Voraussetzungen, dort einen Hafen zu betreiben. Im 18. Jahrhundert wuchs deshalb an der Küste eine von der Lage am Meer geprägte Ortschaft heran. Ab etwa 1820 gewann der Fang von Heringen an Bedeutung für die Region und Kopervik wuchs weiter an.
Zum 16. August 1866 wurde die Stadtkommune Kopervik durch eine Abspaltung von Avaldsnes gegründet. Kopervik hatte bei der Gründung 737 Einwohner, Avaldsnes verblieb mit einem von 4735 Personen bewohnten Gebiet. Am 1. Januar 1965 wurde Kopervik mit Skudeneshavn, Stangaland, Åkra, Skudenes sowie dem Großteil von Torvastad und Avaldsnes zur neuen Kommune Karmøy zusammengelegt. Kopervik hatte vor der Fusion 1737 Einwohner. 1996 legte das Kommunalparlament von Karmøy fest, dass Kopervik erneut den Titel „Stadt“ tragen dürfe.
Die Kopervik kirke ist eine 2016 erbaute Kirche in Kopervik. Sie wurde im April 2017 vom Bischof Ivar Braut eingeweiht. Im Jahr 2010 war die Vorgängerkirche, die 1861 im Renaissancestil erbaut worden war, abgebrannt.

## Wirtschaft und Infrastruktur

### Verkehr
Durch Kopervik führt der Fylkesvei 511, eine Straße an der Ostküste der Insel Karmøy. Bei Kopervik verläuft sie über die Brücke Strømsund bru über den als Straumsund bekannten Bereich der Bucht Eidsvågen. Vom Zentrum von Kopervik zur Westküste führt der Fylkesvei 547. Dieser stellt unter anderem die Verbindung zur Stadt Åkrehamn her. Des Weiteren führt er weiter in den Norden zur Europastraße 134 (E134).

### Wirtschaft
Kopervik ist ein wichtiges Handels- und Kommunikationszentrum der Region. Die lokale Industrie ist vor allem im Bereich der Schifffahrt und Fischerei angesiedelt. In der Nähe von Kopervik liegt ein Aluminiumwerk von Norsk Hydro.